# Science-Fiction-Jahr 1811
Übersicht

1810 | Science-Fiction-Jahr 1811 | 1812 | 1813 | 1814 | 1815 | ► | ►►

Weitere Ereignisse

## Gestorben
- Theophil Friedrich Ehrmann (* 1762)